# 米利耶
36°45′N 6°16′E / 36.750°N 6.267°E

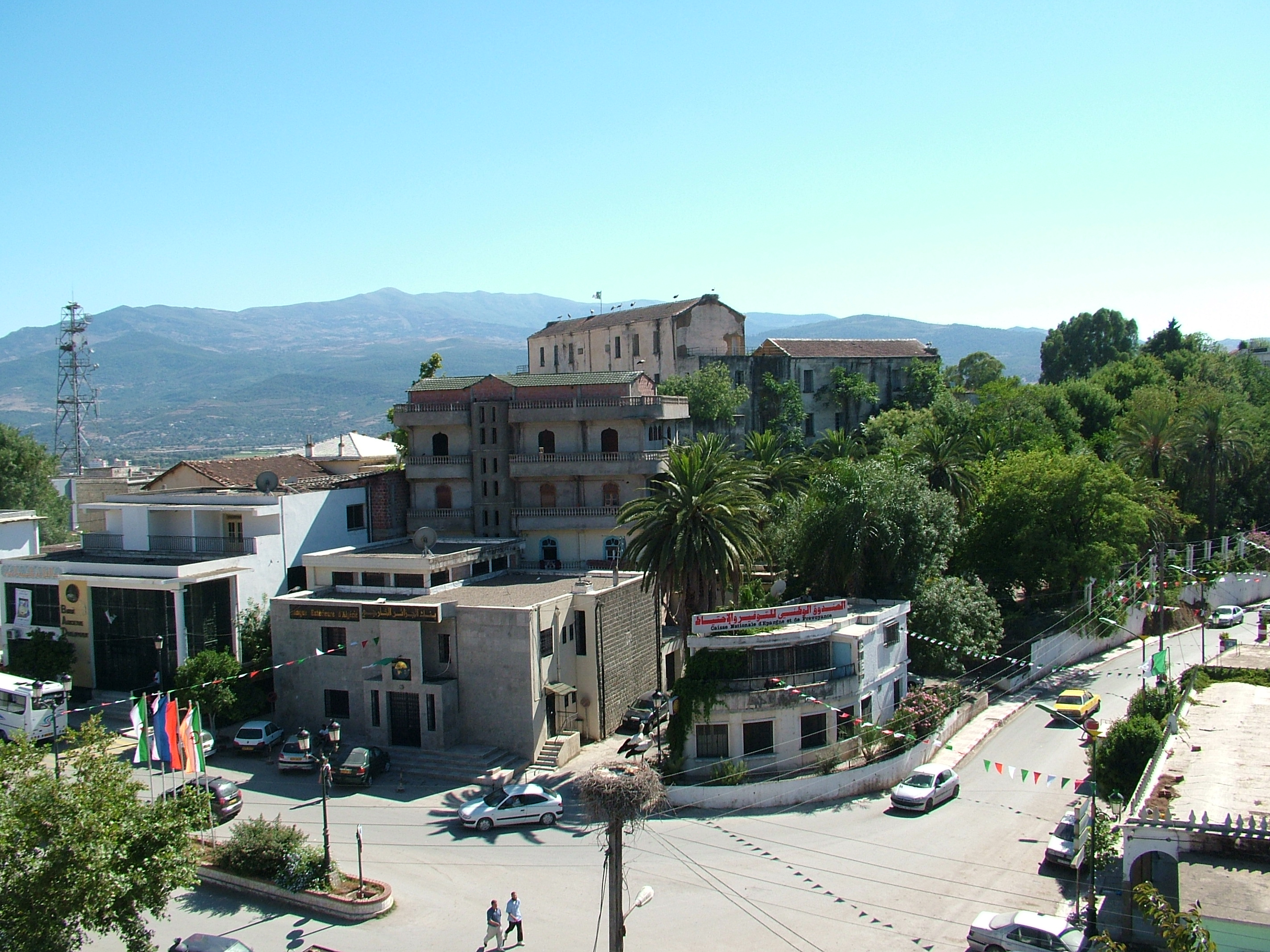

米利耶（阿拉伯语：‎），是阿爾及利亞的城鎮，位於該國東北部，由吉傑勒省負責管轄，是米利耶區的首府，距離吉傑勒沿岸約20公里，2009年該城鎮人口80,000人。